# César Solaun
César Solaun Solana (Bilbao, Vizcaya, España, 29 de diciembre de 1970) es un ciclista español que fue profesional entre los años 1994 y 2002, durante los que consiguió cuatro victorias.

## Trayectoria
Estuvo a punto de convertirse en campeón de España de ruta en 1997, pero su compañero de escapada José María Jiménez le batió al esprint en la recta de meta situada en Melilla.
En 2011 se convirtió en director deportivo del equipo amateur Seguros Bilbao.

## Palmarés
1995
- 1 etapa de la Vuelta a los Valles Mineros

1997
- 2.º en el Campeonato de España en Ruta

1998
- 1 etapa de la Vuelta al Alentejo

2001
- Vuelta a La Rioja, más 1 etapa

## Resultados en Grandes Vueltas
| Carrera | Carrera         | 1994 | 1995 | 1996 | 1997 | 1998 | 1999 | 2000 | 2001 | 2002 |
| ------- | --------------- | ---- | ---- | ---- | ---- | ---- | ---- | ---- | ---- | ---- |
|         | Giro de Italia  | —    | —    | —    | —    | —    | —    | —    | 28.º | —    |
|         | Tour de Francia | —    | —    | —    | —    | Ab.  | 39.º | —    | —    | —    |
|         | Vuelta a España | 69.º | —    | 38.º | Ab.  | —    | 66.º | —    | —    | —    |

—: no participa
Ab.: abandono

## Equipos
- Fundación Euskadi (1994-1997)
- Banesto (1998-2001)
- Euskaltel-Euskadi (2002)